# 利斯克冰川
80°5′S 156°50′E / 80.083°S 156.833°E
利斯克冰川（英語：Lieske Glacier）是南極洲的冰川，位於奧次地，屬於不列顛嶺的一部分，流經約翰斯頓嶺和達斯基嶺，最終注入哈瑟頓冰川，現時由南極條約體系管理。